# La Métamorphose (téléfilm)
Pour les articles homonymes, voir Métamorphose.
La Métamorphose est un  téléfilm français de Jean-Daniel Verhaeghe diffusé en 1983, adapté du roman éponyme de Franz Kafka.

## Synopsis
Seule source de revenu de sa famille, le représentant de commerce Grégoire Samsa se réveille un jour inexplicablement transformé en un énorme insecte. Pour ne pas incommoder ses proches, il passera ses journées enfermé dans sa chambre et verra peu à peu l’empathie de son entourage se métamorphoser en une répugnance teintée de mépris...

## Tournage et mise en scène
- Dans ce film, on ne voit jamais distinctement le personnage de Grégoire Samsa. Il apparaît brièvement sous la forme d'une silhouette similaire à celle, célèbre, de Kafka (imperméable, chapeau mou, parapluie à la main) et les scènes où il est métamorphosé en cafard sont filmés en caméra subjective.

- Pour ce film, Jean-Daniel Verhaeghe s'est entouré d'anciens collaborateurs tels que Madeleine Robinson et Anne Caudry avec lesquelles il avait déjà tourné Les Longuelune et Pierre Etaix avec qui il a tourné L'étrange château du docteur Lerne et tournera par la suite Bouvard et Pécuchet et Les idiots. À noter également que Roger Trapp qui joue un des trois locataires a participé à quatre films signés Pierre Etaix.

## Fiche technique
- Titre : La métamorphose
- Réalisateur : Jean-Daniel Verhaeghe
- Scénario : Jean-Daniel Verhaeghe et Roger Vrigny, d’après Franz Kafka
- Musique : Serge Kaufmann
- Genre : drame
- Production :  FR3
- Pays  :  France
- Durée : 50 minutes
- Diffusion : 29 décembre 1980

## Distribution
- Julien Guiomar : Le père
- Madeleine Robinson : La mère
- Anne Caudry : Grete
- Monique Tarbès : La bonne
- Pierre Etaix : Le gérant
- Sami Frey : Grégoire Samsa (voix)
- Roger Trapp : Un locataire
- Alexander Klimenko : Un locataire
- Alexandre Kompan : Un locataire

## Anecdotes
- Les scènes en vue subjective de Grégoire Samsa ont été filmés grâce à une caméra miniature appelée paluche, popularisée quelque temps plus tôt pour son utilisation dans l'émission Droit de réponse de Michel Polac.
- D'un format réduit et très maniable, elle figure à la perfection le point de vue d'un personnage changé en insecte, escaladant les murs, le plafond et pouvant se faufiler dans les moindres recoins de sa chambre et se réfugier rapidement sous son lit.
- Cela permet également de faire ressentir au téléspectateur la dangerosité du monde extérieur pour Grégoire, qui peut risquer à tout moment de se faire écraser sous une semelle, par une chaise qui tombe au sol...
- De plus, les images noir et blanc générées par cette caméra ont été colorisées en sépia pour le film, ce qui renforce encore l'étrangeté du point de vue de Grégoire.
- Le film fut diffusé pour la première fois le 5 juin 1983 dans le cadre d'une soirée Kafka célébrant le centenaire de la naissance de l'auteur. La diffusion fut précédée d'un numéro spécial de l'émission Boîte aux lettres présentée par Jérôme Garcin et dont l'invité principal était l'humoriste Pierre Desproges.
- Au cours de cette même soirée fut diffusé un court reportage intitulé Kafkaïen, vous avez dit kafkaïen également réalisé par Jean-Daniel Verhaeghe dans lequel les employés de la maison de Radio France sont amenés à donner leur définition du terme kafkaïen.

## DVD et Blu-ray
Fin 2012, INA éditions a édité ce film dans sa collection Les inédits fantastiques, en même temps que La Peau de chagrin de Michel Favart d'après Honoré de Balzac et un coffret Henry James regroupant La redevance du fantôme de Robert Enrico, Le Tour d'écrou de Raymond Rouleau, De Grey de Claude Chabrol et Un jeune homme rebelle de Paul Seban.